# High Holborn
High Holborn est une avenue de la ville de Londres.

## Situation et accès

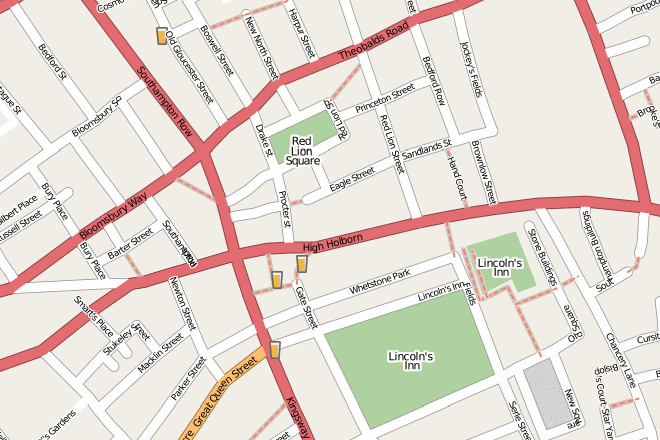
Carte de High Holborn.

Elle commence à l'ouest non loin de St Giles' Circus, rencontre Kingsway et Southampton Row, puis continue vers l'est où elle devient Holborn lorsqu'elle rejoint Gray's Inn Road.
Une partie de High Holborn forme la frontière nord du quartier de Covent Garden, ainsi qu'une section des limites ouest de la Cité de Londres.
Les stations de métro les plus proches sont, d'ouest en est :
- Tottenham Court Road, desservie par les lignes  Central  Northern,

- Holborn, où circulent les trains des lignes  Central  Piccadilly,

- Chancery Lane, desservie par la ligne  Central.

## Origine du nom

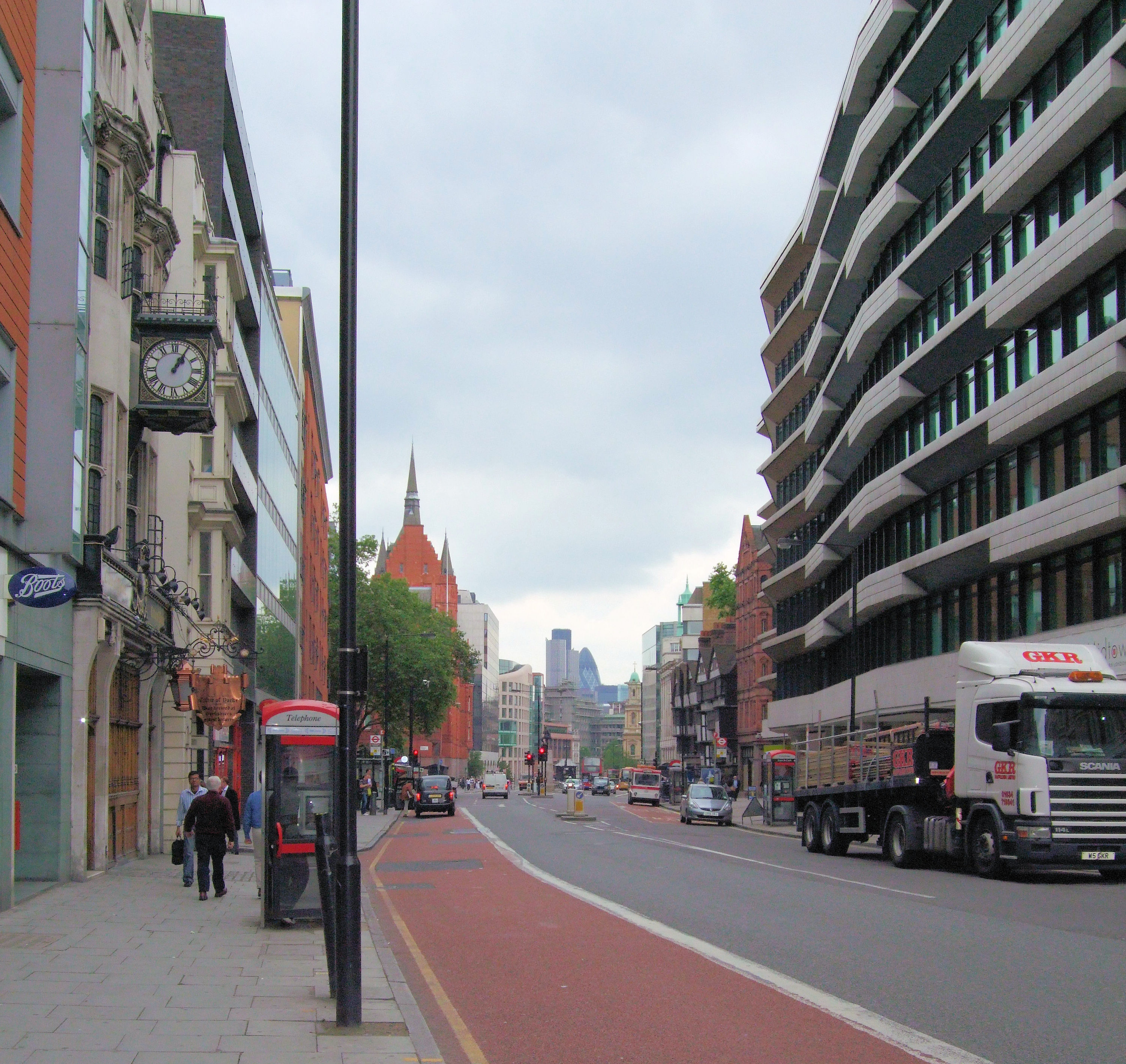
High Holborn, en regardant vers l'est.

Le nom Holborn est composé de Hol, creux, et de -born, suffixe signifiant ruisseau, cours d’eau. Holborn peut donc être traduit par le ruisseau dans le creux. Le cours d’eau en question est la Fleet, qui change plusieurs fois de nom sur son parcours.